# 稚狐狹胸菊虎
稚狐狹胸菊虎（學名：Stenothemus vulpecula）為菊虎科狹胸菊虎屬的一種。

## 物種描述
本種迄今尚未發現雌蟲形態。雄蟲頭部、前胸栗褐色；觸角暗褐色，每節觸角小節基部淡褐色，前二節黃褐色，第一節較深；大顎黃褐色，末端暗褐色；小顎鬚、下唇鬚黃褐色；翅鞘、中、後胸腹板和腹部暗褐色；足基節、轉節、腿節和脛節基部黃褐色，餘腿節和脛節、跗節暗褐色至褐色。全身覆滿淡黃色細毛，頭楯前緣著生淡色刺毛，觸角、翅鞘、足除了細毛並參混黃色刺毛。頭部後側稍微隆起，側緣至頭楯前緣則略為凹陷，頭楯前緣中央有一凹口，表面布滿細微點刻而無光澤，觸角窩後有一矩形凹陷，觸角向後延伸至翅鞘2/3。前胸背板近正方形，側緣微呈拱形，側緣後側近後緣角隘縮；表面隆起，尤其是後面的部分，前側緣則凹陷，中線有一縱溝現於中後部；無光澤。小楯板三角形然末端圓弧。翅鞘除基部較為光滑外表面點刻緊密。足修長。

## 分布
目前僅知分布於台灣。

## 發現歷史
2016年，臺灣大學昆蟲系蕭昀等人在檢視狹胸菊虎屬的標本時，發現了三個未曾描述過的物種，並分別以三個星座命名。其中一件由於本種頭部栗紅似紅狐，加上體型較小，因此以狐狸座（拉丁語：vulpecula）命名。該星座在拉丁文中意為「小狐狸」，因此中文名譯為稚狐狹胸菊虎。另外兩種後來分別命名為豺狼狹胸菊虎（S. lupus）及雙子狹胸菊虎（S. gemini）。